# MOPP (farmacología)
MOPP es un régimen de quimioterapia de combinación. El nombre deriva de las primeras iniciales de sus constituyentes (tal y como se los refería en el momento en que se desarrolló), es decir, 
- Mecloretamina,
- Oncovin®,
- Procarbazina y
- Prednisona.

La quimioterapia de combinación MOPP fue desarrollada a mediados de la década de 1960 y fue la primera combinación de régimen de quimioterapia para tratar el linfoma de Hodgkin. Se ha utilizado solo o en combinación (en parte o total) con la quimioterapia ABVD.
El razonamento detrás del uso de la quimioterapia de combinación es que al parecer las combinaciones de medicamentos efectivos que actúan por diferentes mecanismos de acción, y que manifiestan diferentes toxicidades se pueden usar de manera efectiva para incrementar la tasa de respuesta y, probablemente, la supervivencia de pacientes con tumores sensibles como la enfermedad de Hodgkin.
Inicialmente, el régimen de quimioterapia MOPP se desarrolló como terapia para pacientes que progresaron después del tratamiento de radiación. Los resultados a largo plazo del régimen MOPP demostraron que se trata de una combinación efectiva que da como resultado una supervivencia libre de progresión del 54% y una supervivencia global del 48% con 20 años de seguimiento.
Posteriormente se empleó la quimioterapia de combinación C-MOPP en la que se ha cambiado la mecloretamina por ciclofosfamida.

## Desventajas a largo plazo
El régimen MOPP tiene complicaciones significativas a largo plazo, incluida la evidencia de daño de la médula ósea y neoplasias hematológicas secundarias. Por lo tanto, se desarrollaron regímenes para reemplazar la quimioterapia MOPP y mejorar tanto la eficacia como la seguridad del régimen. Se desarrolló un régimen de quimioterapia ABVD (adriamicina, bleomicina, vinblastina y dacarbazina) y este régimen mostró actividad clínica significativa con menos toxicidad que la quimioterapia MOPP.
En 1972, aproximadamente 5 años después de la introducción de la quimioterapia combinada intensiva para la enfermedad de Hodgkin, apareció el primer reporte de leucemia mieloide aguda posterior. Desde entonces, varios centros y grupos de tratamiento colaborativo en Europa y América del Norte han realizado estudios que llevaron a la conclusión de que el tratamiento MOPP se asoció causalmente con la leucemia mieloide aguda posterior y los síndromes mielodisplásicos.